# Secretaria d'Estat de la Santa Seu
La Secretaria d'Estat és el dicasteri més antic de la Cúria Romana, el govern de l'Església Catòlica Romana. Està presidit pel cardenal Secretari d'Estat, actualment Pietro Parolin, i realitza les funcions polítiques i diplomàtiques de la Ciutat del Vaticà i de la Santa Seu. El Secretariat es divideix en dues seccions: la Secció d'Afers Generals i la Secció per les Relacions amb els Estats, conegudes com la Primera Secció i la Segona Secció, respectivament. A vegades, el Cardenal Secretari d'Estat és referit com el "Primer Ministre" de la Santa Seu.

## Història
Els orígens del Secretariat d'Estat es remunten fins al segle xv. La Constitució Apostòlica Non Debet Reprehensibile del 31 de desembre de 1487 establí la Secretaria Apostòlica, comprenent 24 Secretaries Apostòliques, una de les quals rebé el títol de Secretarius Domesticus, i tenia una posició de preeminència. També es pot rastrejar fins aquesta secretaria apostòlica la Cancelleria de Breus, la Secretaria de Breus als Prínceps i el Secretariat de Cartes Llatines.
Lleó X establí una altra posició, la de Secretarius Intimus, per tal que ajudés al Cardenal que tenia el control dels afers d'Estat i perquè mantingués la correspondència en altres llengües que el llatí, principalment amb els nuncis apostòlics (que en aquells moments s'anaven convertint en els representants diplomàtics permanents). La Secretaria d'Estat es desenvolupà a partir d'aquí, especialment en el moment del Concili de Trento.
Durant molt de temps, el Secretarius Intimus, també anomenat Secretarius Papae o Secretarius Maior, va ser pràcticament sempre un Prelat, sovint amb rang episcopal. No va ser fins a inicis del pontificat d'Innocenci X que un Cardenal i que no era membre de la família del Papa era nomenat per aquest alt càrrec. La imprudència de Juli III en confiar el càrrec de Cardenal Nebot al seu amant, Innocenzo Ciocchi Del Monte, un adolescent del carrer analfabet que el seu germà havia adoptat uns anys abans, augmentant la tasca del Secretari, car l'ocupant havia de realitzar les tasques per les que el Cardenal Nebot era incapaç de fer. Innocenci XII abolí definitivament l'ofici de Cardenal Nebot el 1692, i els poders d'aquest ofici van ser assignats al Cardenal Secretari d'Estat; i aquest seria el més important dels funcionaris de la Santa Seu.
El 19 de juliol de 1814, Pius VII establí la Sagrada Congregació pels Afers Eclesiàstics Extraordinaris, expandint la Congregació Super Negotiis Ecclesiasticis Regni Galliarum, establerta per Pius VI el 1793. Mitjançant la constitució apostòlica Sapienti Consilio del 29 de juny de 1908, Pius X dividí la Sagrada Congregació pels Afers Eclesiàstics Extraordinaris en la forma fixada al Codex Iuris Canonici del 1917 (canon 263) i especificà les tasques de cadascuna d'aquestes tres seccions: la primera s'ocupava essencialment amb els afers extraordinaris, mentre que la segona s'ocupava dels afers ordinaris, i el tercer, fins llavors un cos independent, (la Cancelleria de Breus Apostòlics), tenia el deure de preparar i despatxar els Breus pontificis.
Mitjançant la Constitució Apostòlica Regimini Ecclesiae Universae del 15 d'agost de 1967, Pau VI reformà la Cúria Romana, implementant el desig expressat pels Bisbes al Concili Vaticà II. Això donà una nova faç a la Secretaria d'Estat, suprimint la Cancelleria de Breus Apostòlics, anteriorment la tercera secció, i convertint l'antiga Primera Secció, la Sagrada Congregació pels Afers Eclesiàstics Extraordinaris, en un cos distint del Secretariat d'Estat, encara que molt relacionat, passant a anomenar-se Consell pels Afers Públics de l'Església. El 1973, el Papa Pau VI encara amplià els poders de la Secretaria en abolir l'antic càrrec de Canceller de la Santa Església Romana i fusionant les seves funcions a les de la Secretaria.

## Estructura actual
El 28 de juny de 1988, Joan Pau II promulgà la constitució apostòlica Pastor Bonus, on introduí una reforma de la Cúria Romana i dividí el Secretariat en dues seccions: la Secció d'Afers Generals i la Secció per Relacions amb els Estats, que incorporava el Consell pels Afers Públics de l'Església. Això garantia tant la unitat del propòsit i l'especificitat requerida al servei que la Secretaria d'Estat ha d'oferir al Papa.
La Secretaria d'Estat està presidida per un Cardenal que assumeix el títol de Cardenal Secretari d'Estat. Com a primer col·laborador del Papa en el govern de l'Església universal, el Cardenal Secretari d'Estat és principalment responsable de l'activitat política i diplomàtica de la Santa Seu, representant la persona del Papa en algunes circumstàncies.

### La Secció d'Afers Generals
La Secció d'Afers Generals porta a terme les operacions normals de l'Església, incloent organitzar les activitats de la Cúria Romana, fent nomenaments als càrrecs pontificis, publica les comunicacions oficials, els documents papals, maneja els afers de les ambaixades a la Santa Seu i guarda el segell papal i l'Anell del Pescador. Àmpliament, la Secció d'Afers Generals és responsable d'organitzar les activitats dels nuncis arreu del món a les seves activitats relatives a l'església local.

#### Substituts per Afers Generals
La Secció d'Afers Generals està encapçalada per un arquebisbe conegut com el Substitut d'Afers Generals o, més formalment, Substitut d'Afers Generals de la Secretaria d'Estat. El Substitut d'Afers Generals Actual és l'arquebisbe Giovanni Angelo Becciu. Des de 1953 hi ha hagut 9 substituts:
- Nicola Canali (21 de març de 1908 - 24 de setembre de 1914)
- Federico Tedeschini (24 de setembre de 1914 - 31 de març de 1921)
- Angelo Dell'Acqua (17 de febrer de 1953 – 29 de juny de 1967)
- Giovanni Benelli (29 de juny de 1967 – 3 de juny de 1977)
- Giuseppe Caprio (14 de juny de 1977 – 28 d'abril de 1979)
- Eduardo Martínez Somalo (5 de maig de 1979 – 23 de març de 1988)
- Edward Idris Cassidy (23 de març de 1988 – 12 de desembre de 1989)
- Giovanni Battista Re (12 de desembre de 1989 – 16 de setembre de 2000)
- Leonardo Sandri (16 de setembre de 2000 – 1 de juliol de 2007)
- Fernando Filoni (1 de juliol de 2007 – 10 de maig de 2011)
- Giovanni Angelo Becciu (10 de maig de 2011 – 29 de juny de 2018)
- Edgar Peña Parra (15 d'octubre de 2018 – present)

#### Assessor dels Afers Generals del Secretariat d'Estat
L'adjunt del Substitut d'Afers Generals, anomenat vice-cap d'estat major, és anomenat Assessor d'Afers Generals de la Secretaria d'Estat. Des de 1970, els assessors han estat:
- Eduardo Martínez Somalo (1970 – 11 de desembre de 1975)
- Giovanni Battista Re (12 de gener de 1979 – 9 d'octubre de 1987)
- Crescenzio Sepe (10 d'octubre de 1987 – 2 de febrer de 1992)
- Leonardo Sandri (4 de febrer de 1992 – 22 de juliol de 1997)
- James Michael Harvey (22 de juliol de 1997 – 7 de febrer de 1998)
- Pedro Lopez Quintana (7 de febrer de 1998 – 12 de desembre de 2002)
- Gabriele Giordano Caccia (17 de desembre de 2002 – 16 de juliol de 2009)
- Peter Brian Wells (16 de juliol de 2009 – 6 de febrer de 2016)
- Paolo Borgia (4 de març de 2016 – 3 de setembre de 2019)
- Luigi Roberto Cona (24 d'octubre de 2019 – 26 d'octubre de 2022)
- Roberto Campisi (26 d'octubre de 2022 – present)

### Secció per les Relacions amb els Estats

#### Orígens
La Congregació pels Afers Eclesiàstics del Regne de França va ser establerta per Pius VI mitjançant la constitució Sollicitudo omnium ecclesiarum el 1793 per fer front amb els problemes creats per l'església amb l'esclat de la Revolució Francesa. El 1814, Pius VII donà a aquest càrrec responsabilitat per negociar amb tots els governs, reanomenant-la Congregació Extraordinària pels Afers Eclesiàstics del Món Catòlic (llatí: Congregatio Extraordinaria Praeposita Negotiis Ecclesiasticis Orbis Catholici). Uns anys després, Lleó XII li canvià el nom pel de Sagrada Congregació pels Afers Eclesiàstics Extraordinaris (llatí: Sacra Congregatio pro Negotiis Ecclesiasticis Extraordinariis), nom que es va mantenir fins al 1967, quan Pau VI separà aquest cos de la Secretaria d'Estat, anomenant-lo Consell dels Afers Públics de l'Església. Aquest consell va ser posteriorment substituït per l'actual Secció per a les Relacions amb els Estats.

#### Responsabilitats
La Secció per a les Relacions amb els Estats és responsable de les interaccions de Santa Seu amb els governs civils. D'acord amb els articles rellevants de la Constitució Apostòlica Pastor Bonus, les responsabilitats de la Secretaria per les Relacions amb els Estats són:
- les relacions diplomàtiques entre la Santa Seu i els estats, incloent l'establiment de concordats o acords semblants;
- la presència de la Santa Seu a les organitzacions i conferències internacionals (com les Nacions Unides;
- en circumstàncies especials, per ordre del Suprem Pontífex, i en consulta amb els dicasteris competents de la Cúria, prové pels nomenaments a les esglésies particulars, tant pel seu establiment o modificació;
- en col·laboració amb la Congregació pels Bisbes, assisteix al nomenament de bisbes a països que han arribat a tractats o acords amb la Santa Seu d'acord amb les normes de la llei internacional

#### Estructura
La Secció per Relacions amb els Estats està encapçalada per un Arquebisbe, el Secretari per a les Relacions amb els Estats, ajudat per un Prelat, el Sots-Secretari pels Relacions amb els Estats, assistit per cardenals i bisbes. El secretari sovint és anomenat ministre d'exteriors del Vaticà. L'actual Secretari de Relacions amb els Estats és l'arquebisbe Dominique Mamberti; i el Sost-secretari és monsenyor Ettore Balestrero. L'actual Delegat per les Representacions Pontifícies és l'arquebisbe Luciano Suriani; i l'actual Cap de Protocol és monsenyor José Avelino Bettencourt.

## Tasques del Secretari d'Estat
El Cardenal Secretari és nomenat pel Papa, i serveix com un dels seus consellers principals. Com un dels oficis superiors de l'Església Catòlica, cal que el Secretari sigui un cardenal. Si l'ofici està vacat, un no-cardenal pot servir com a Pro-Secretari d'Estat, exercint els seus poders fins que es trobi un substitut adequat o el Pro-Secretari sigui creat cardenal en un consistori posterior.
El mandat del Cardenal Secretari acaba quan el Papa que el va nomenar mor o abandona el càrrec. Durant el període de sede vacante, l'antic Secretari actua com un membre d'una comissió conjuntament amb el Cardenal Camarlenc i l'anterior President de la Comissió Pontifícia per l'Estat de la Ciutat del Vaticà, que exerceix algunes de les funcions de cap d'estat de la Ciutat del Vaticà fins que no s'elegeixi un nou Papa. Un cop el nou Papa és escollit, el paper de l'antic Secretari a la Comissió expira, tot i que ell pot tornar a ser nomenat Secretari d'Estat.

## Secretaris d'Estat

### Secretaris d'Estat entre 1551 i 1644
- Girolamo Dandini (1551–1555)
- Carlo Borromeo (1560–1565)
- Tolomeo Gallio (1565–1566) (primera vegada)
- Girolamo Rusticucci (1566–1572)
- Tolomeo Gallio (1572–1585) (segona vegada)
- Decio Azzolini (1585–1587)
- Alessandro Peretti di Montalto (Cardenal-Nebot) (1587–1590)
- Paolo Emilio Sfondrati (Cardenal-Nebot) (1591)
- Giovanni Antonio Facchinetti de Nuce (Cardenal-Nebot) (1591)
- Pierbenedetto Peretti (1592–1593)
- Pietro Aldobrandini (Cardenal-Nebot) i Cinzio Passeri Aldobrandini (Cardenal-Nebot) (1593–1605)
- Erminio Valenti (1605)
- Lanfranco Margotti (1605–1611)
- Porifrio Feliciani (1611–1621)
- Giovanni Battista Agucchi (1621–1623)
- Lorenzo Magalotti (1623–1628)
- Lorenzo Azzolini (1628–1632)
- Pietro Benessa (1632–1634)
- Francesco Adriano Ceva (1634–1643)
- Giovanni Battista Spada (1643–1644)

### Cardenals Secretaris d'Estat des de 1644

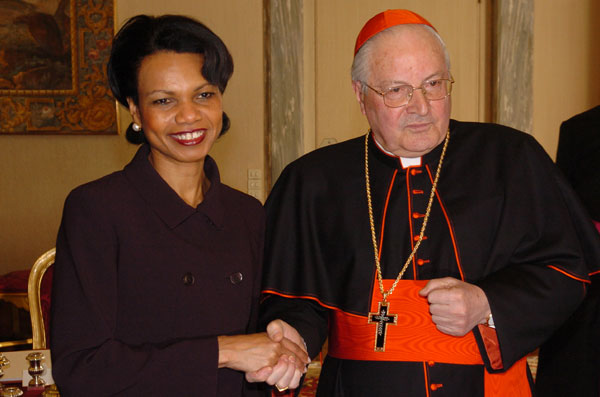
Dos Secretaris d'Estat: el Cardenal (ex-Secretari d'Estat de la Santa Seu) amb Condoleezza Rice (ex-Secretària d'Estat dels Estats Units)

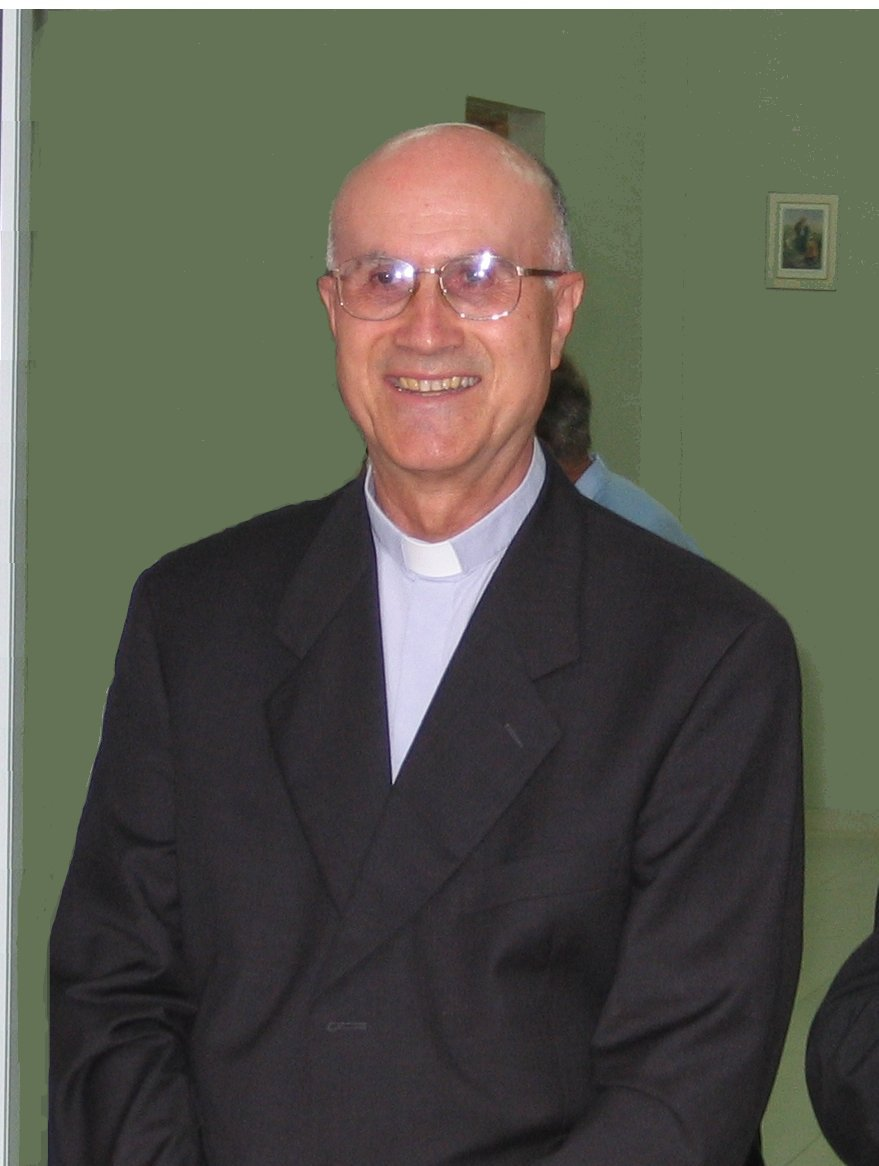
El darrer cardenal Secretari d'Estat dimissionari, Tarcisio Bertone, en funcions fins al 15 d'octubre de 1013

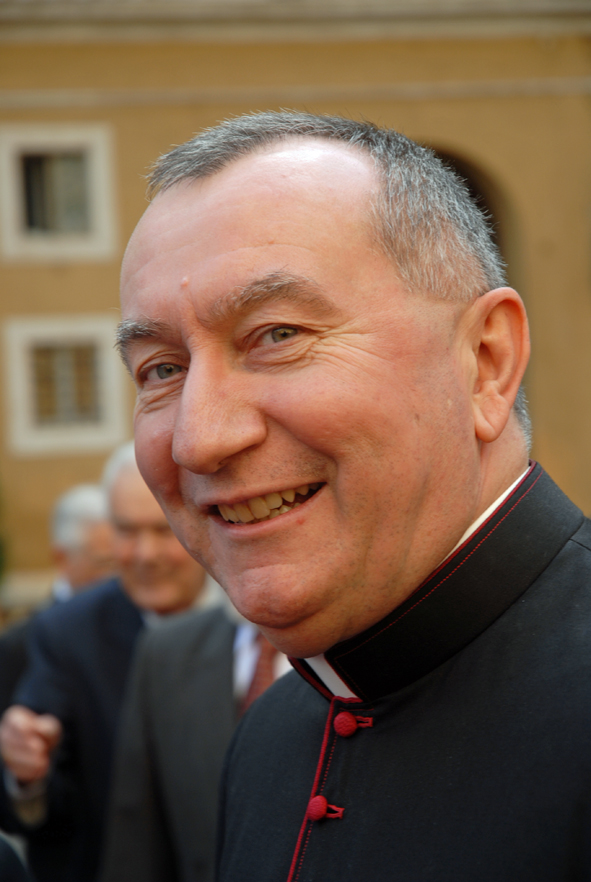
Pietro Parolin, actual Secretari d'Estat.

1. Giovanni Giacomo Panciroli (1644–1651)
2. Fabio Chigi (1651–1655); elegit Papa Alexandre VII (1655–1667)
3. Giulio Rospigliosi (1655–1667); elegit Papa Climent IX (1667–1669)
4. Decio Azzolini el jove (1667–1669)
5. Federico Borromeo (1670–1673)
6. Francesco Nerli (1673–1676)
7. Alderano Cybo (1676–1689)
8. Giambattista Rubini (1689–1691)
9. Fabrizio Spada (1691–1700)
10. Fabrizio Paolucci (1700–1721) (primera vegada)
11. Giorgio Spinola (1721–1724)
12. Fabrizio Paolucci (1724–1726) (segona vegada)
13. Niccolò Maria Lercari (1726–1730)
14. Antonio Banchieri (1730–1733)
15. Giuseppe Firrao, Sr. (1733–1740)
16. Silvio Valenti Gonzaga (1740–1756)
17. Alberico Archinto (1756–1758)
18. Ludovico Maria Torriggiani (1758–1769)
19. Lazzaro Opizio Pallavicini (1769–1785)
20. Ignazio Boncompagni Ludovisi (1785–1789)
21. Francesco Saverio de Zelada (1789–1796)
22. Ignazio Busca (1796–1797)
23. Giuseppe Doria Pamphili (1797–1799)
24. Ercole Consalvi, pro-secretari (1800); secretari (1800–1806)
25. Filippo Casoni (1806–1808)
26. Giulio Gabrielli el Jove (1808–1814) -Giuseppe Doria Pamphilj, pro-secretari (1808) -Bartolomeo Pacca, pro-secretari (1808–1814)
27. Ercole Consalvi (1814–1823), segona vegada.
28. Giulio Maria della Somaglia (28 de setembre de 1823 – 17 de gener de 1828)
29. Tommaso Bernetti, pro-secretari (17 de juny de 1828 – 10 de febrer de 1829) (primera vegada)
30. Giuseppe Albani (31 de març de 1829 – 30 de novembre de 1830)
31. Tommaso Bernetti, pro-secretari (21 de febrer de - 10 d'agost de 1831); cardinal secretary (10 d'agost de 1831 – 12 de gener de 1836) (segona vegada)
32. Luigi Lambruschini (12 de gener de 1836 – 1 de juny de 1846)
33. Tommaso Pasquale Gizzi (8 d'agost de 1846 – 5 de juliol de 1847)
34. Gabriele Ferretti (17 de juliol de 1847 – 31 de desembre de 1848)
35. Giuseppe Bofondi (1 de febrer de - 10 de març de 1848)
36. Giacomo Antonelli (10 de març de - 3 de maig de 1848) (primera vegada)
37. Anton Orioli (5 de maig de - 4 de juny de 1848), cardenal secretari ad interim
38. Giovanni Soglia Ceroni (4 de juny de - 29 November 1848)
39. Giacomo Antonelli (29 November 1848 – 6 November 1876) (segona vegada)
40. Giovanni Simeoni (18 de desembre de 1876 – 7 de febrer de 1878)
41. Alessandro Franchi (5 de març de - 31 de juliol de 1878)
42. Lorenzo Nina (9 d'agost de 1878 – 16 de desembre de 1880)
43. Luigi Jacobini (16 de desembre de 1880 – 28 de febrer de 1887)
44. Mariano Rampolla del Tindaro (2 de juny de 1887 – 20 de juliol de 1903)
45. Rafael Merry del Val y Zulueta-Wilcox (4 d'agost de 1903 – 20 d'agost de 1914)[7]
46. Domenico Ferrata (4 de setembre de – 10 d'octubre de 1914)
47. Pietro Gasparri (13 d'octubre de 1914 – 7 de febrer de 1930)
48. Eugenio Pacelli (9 de febrer de 1930 – 10 de febrer de 1939), elegit Papa Pius XII
49. Luigi Maglione (10 de març de 1939 – 22 d'agost de 1944)
50. Càrrec vacant del 22 d'agost de 1944 al 15 de desembre de 1958
51. Domenico Tardini (15 de desembre de 1958 – 30 de juliol de 1961)[8]
52. Amleto Giovanni Cicognani (12 d'agost de 1961 – 30 d'abril de 1969)
53. Jean-Marie Villot (2 de maig de 1969 – 9 de març de 1979)
54. Agostino Casaroli (1 de juliol de 1979 – 1 de desembre de 1990)
55. Angelo Sodano (1 de desembre de 1990 – 22 de juny de 2006)[9]
56. Tarcisio Bertone (15 de setembre de 2006 – 15 d'octubre de 2013)
57. Pietro Parolin (15 d'octubre de 2013 - ...)[10]